# Jakuń
Jakuń (biał. Якунь, ros. Якунь) – chutor na Białorusi, w obwodzie grodzieńskim, w rejonie iwiejskim, w sielsowiecie Juraciszki
Dawniej folwark, siedziba starostwa jakuńskiego.

## Historia
Nieistniejący dziś majątek Jakuń znajdował się w powiecie oszmiańskim w latach 1566-1795, ujeździe oszmiańskim w latach 1795-1915, a po zakończeniu wojny polsko-bolszewickiej w gminie Juraciszki w powiecie wołożyńskim. Po wojnie miejscowość leżała w BSRR, a od 1991 roku w niepodległej Białorusi.
Dwór jakuński został opisany w inwentarzu starostwa z września 1789 roku: „Budynek mieszkalny z drzewa brusowanego, dranicami kryty, z sufitami y podłogą z tarcic, w nim pokoiów siedm y sień duża, okien ze szkła ordynaryinego 12, drzwi na zawiasach sztuk 8, pieców z kafel zielonych 3. Z lewey strony tego budynku folwark z drzewa okrągłego, dranicami kryty […] daley ku sadzawce browar z drzewa okrągłego, dranicami kryty z słodownią”.
W 1772 roku w obrębie starostwa znajdowały się wsie: Jakuń, Soroki, Walki, Korkinięta, Piliponie, Szawiały, Zabłocie, Pasieka, Giełucie i Wasilewicze. W 1834 roku: Jakuń, Pasieka, Korkinięta, Małachy, Zabłocie, Wasilewicze, Giełucie, Szawiały, Piliponie, Tarucie, Zalesie.
Według pierwszego spisu ludności z 30 września 1921 roku, w folwarku Jakuń znajdowało się 5 budynków, w których mieszkały 63 osoby.
Zarządcami starostwa jakuńskiego, a później majątku Jakuń byli:
- w 1633 roku Adam z Kazanowa Kazanowski (otrzymał go od Władysława IV Wazy)
- w 1674 roku Jan Teodor Dunin-Rajecki
- w 1711 roku Stefan Radzimiński Frąckiewicz
- w 1744 roku Jan Radzimiński Frąckiewicz
- w 1746 roku Mateusz Radzimiński Frąckiewicz
- w 1772 i 1789 roku Andrzej Zienkowicz i jego żona Helena
- w 1795 roku Florian Estko[6]

W 1811 roku majątek był już w rękach Samuela Wołka-Łaniewskiego. Przekazał go swojej wnuczce, Kazimierze Wołk-Łaniewskiej, która wyszła za Bolesława Dmochowskiego. Jakuń pozostał w rękach Dmochowskich (syna Bolesława, Jana, a także jego wnuka, Józefa) do wybuchu drugiej wojny światowej. Majątek uległ całkowitemu zniszczeniu, najprawdopodobniej już po zakończeniu wojny.
W 1881 roku w majątku urodził się inżynier Franciszek Dmochowski.